# 関口駅
関口駅（せきぐちえき）は、岐阜県関市関口町にある、長良川鉄道越美南線の駅である。駅番号は5。

## 歴史
- 1952年（昭和27年）12月26日：国鉄越美南線の駅として新設[1]。旅客営業のみ[2]。
- 1985年（昭和60年）4月1日：無人駅化[3][4]。
- 1986年（昭和61年）12月11日：越美南線が長良川鉄道へ転換[5]、同社の駅となる。
- 2013年（平成25年）
  - 4月1日：簡易委託駅から無人駅化[6]。
  - 8月23日：旧駅舎跡地に「ローソン 長良川鉄道関口駅店」開業[7][8][9]。

## 駅構造
単式ホーム1面1線を有する地上駅。

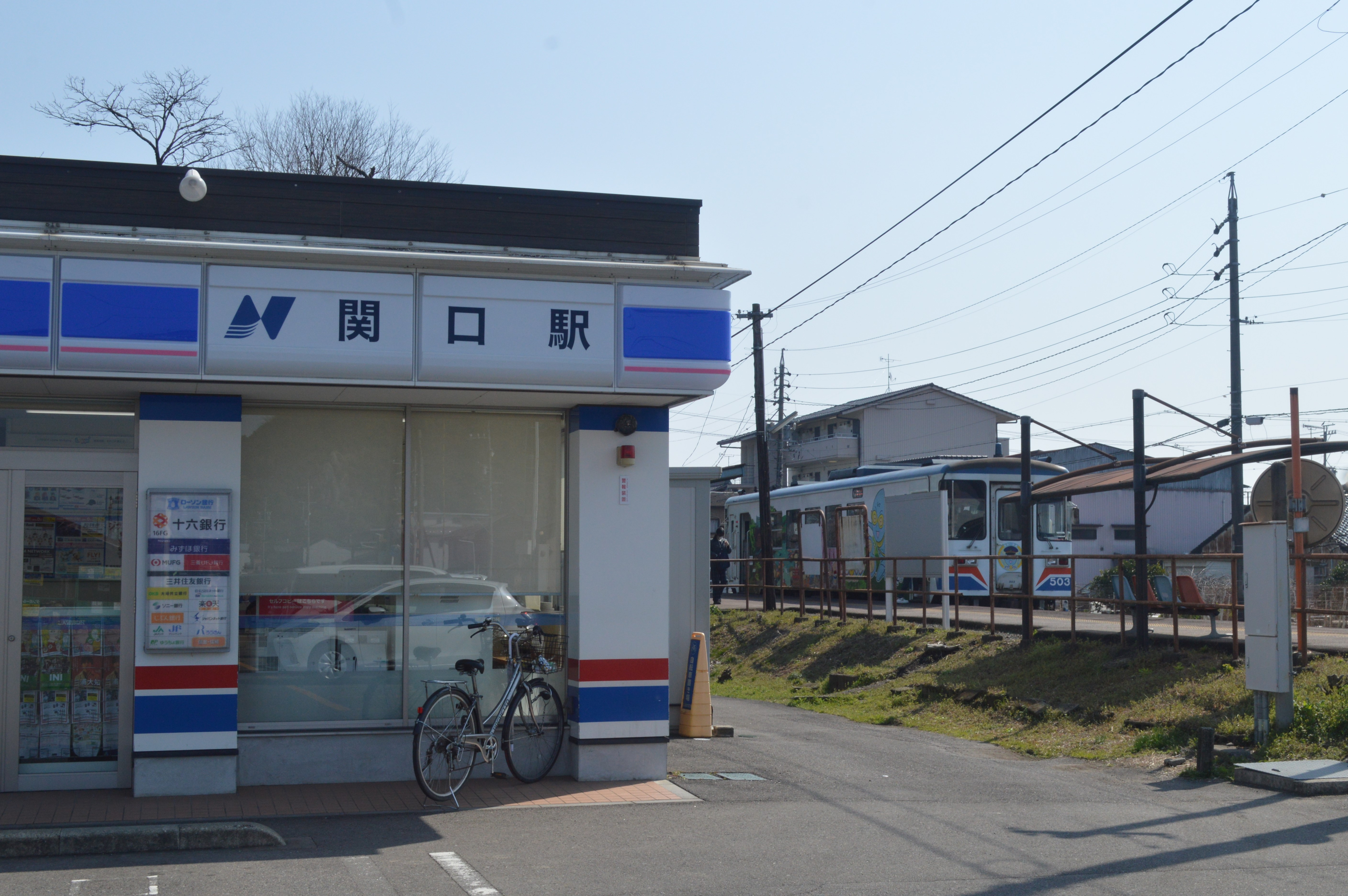
ローソンと関口駅

1952年の開設時に建設された木造駅舎がある有人駅であったが、駅構内で営業していた喫茶店が経営者の高齢を理由に閉店。長良川鉄道で次のテナントを募集したところ、コンビニエンスストアチェーンのローソンから申出があり、駅舎老朽化も進んでいたことから建替えを行うこととなった。2013年（平成25年）4月工事に伴い無人駅化し、同年8月23日にローソン 長良川鉄道関口駅店が営業開始した。
店内にはプラットホーム側に18席のカウンター席を併設し、待合室機能を併用する形とされた。店舗外壁には長良川鉄道開業当時の車両イメージが描かれており、「関口駅」の看板が掲げられた（長良川鉄道開業当時の車両はナガラ1型）。但し、店舗客用出入口は道路側1ヶ所のみであり、ホームと直接出入りすることは出来ない構造となっている。駅としては無人駅の扱いのままであり、ローソンに入店せずともホームへの乗降は可能で、店舗内で切符取扱は行っていない。コンビニエンスストアとしての営業は24時間行っている。
なお、店舗建物は長良川鉄道所有、駐車場部分は駅舎に隣接して関市が所有・運営していた市営駐車場が貸与されたものである。
このコンビニ誘致の取組みについて、長良川鉄道側には店舗貸与による旅客運賃以外の収入源の創出、空調の効いた待合室提供による快適性向上、24時間営業のコンビニが所在することでの防犯性や旅客の安心感向上等のメリットが指摘されている。一方ローソン側も、ユニークな外観の店舗による宣伝効果を期待している。

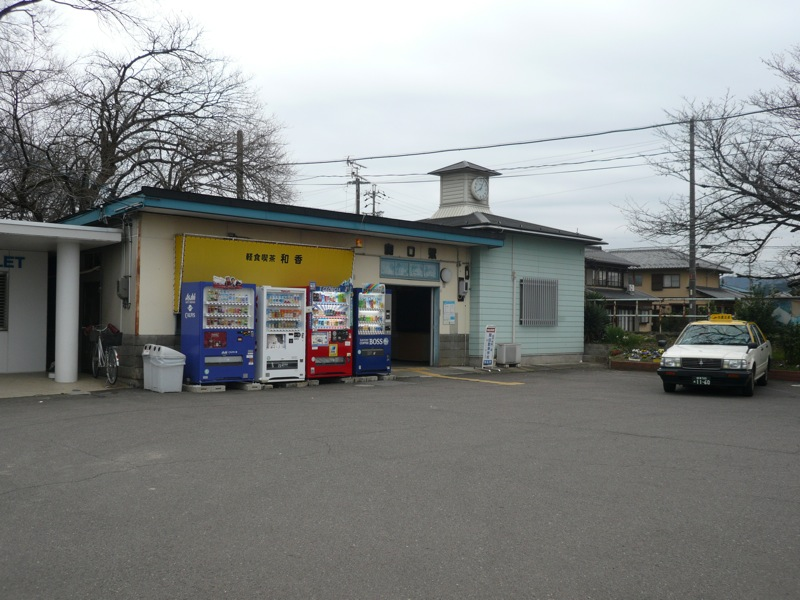
改修前の駅舎（2009年）
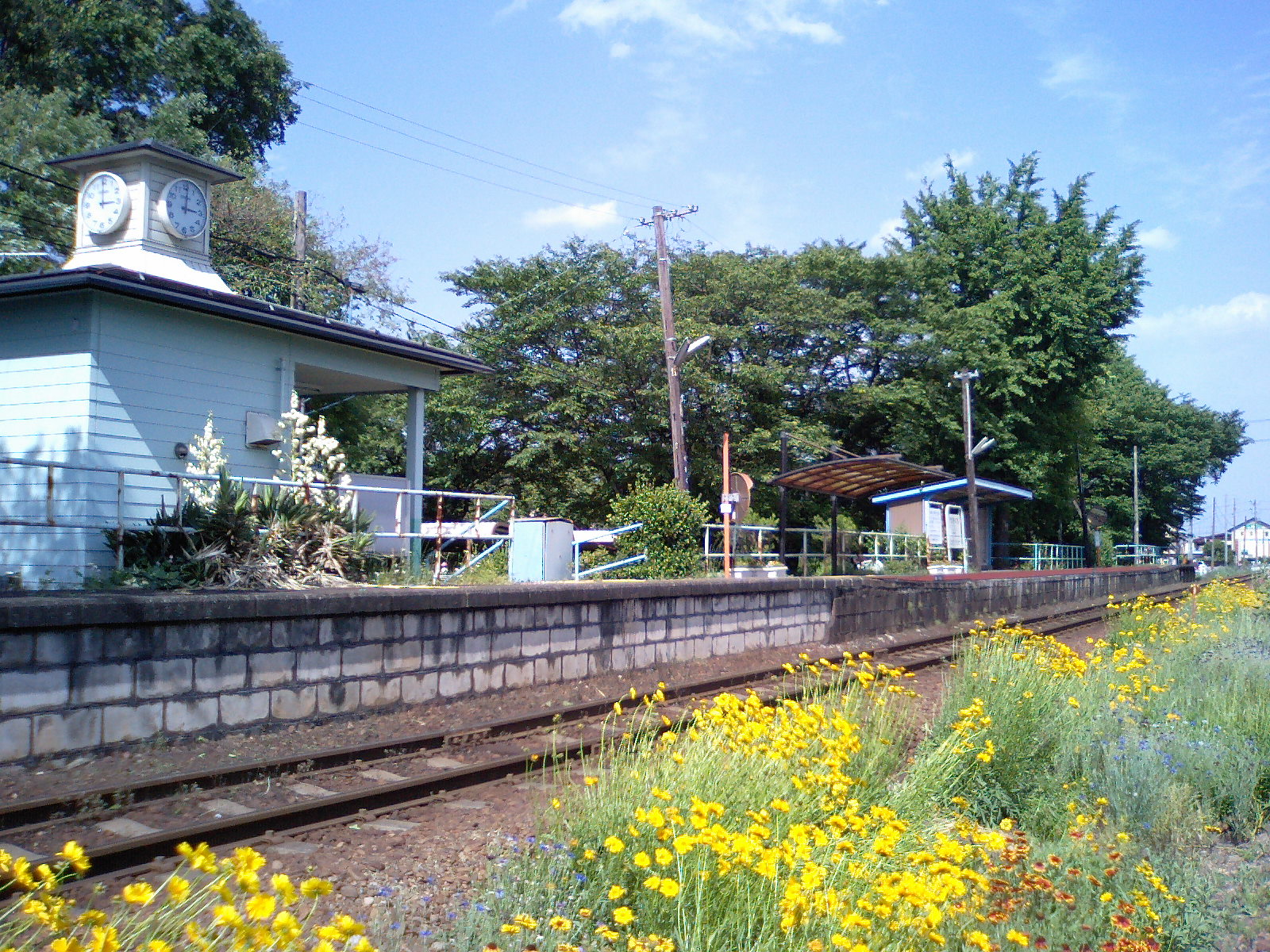
ホーム（2007年）
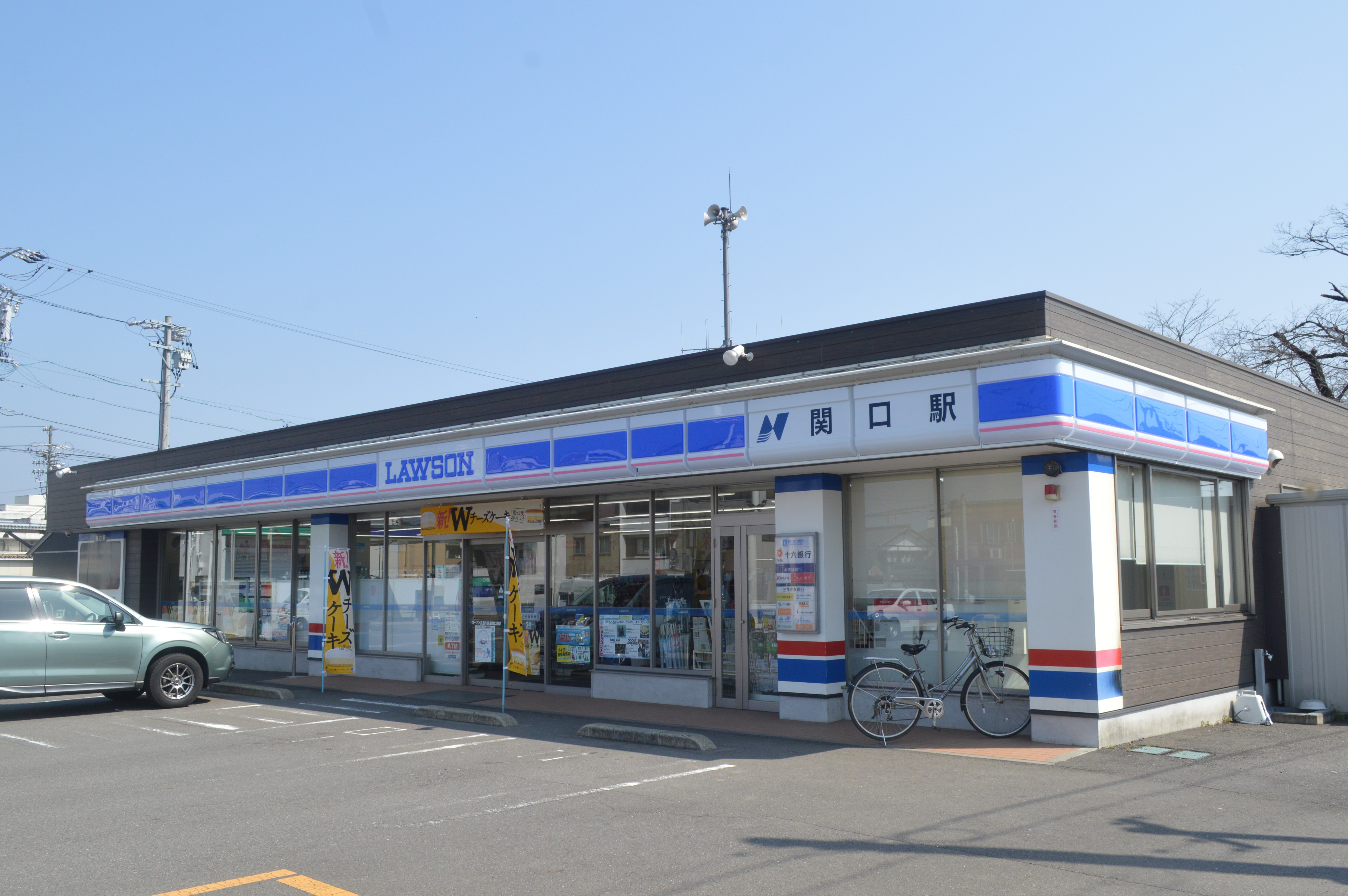
ローソン長良川鉄道関口駅店（2024年）

## 利用状況
近年の年間乗車人員の推移は以下の通り。
| - 1999年度 - 年間240,900人 - 660人/日 - 2000年度 - 年間200,020人 - 548人/日 - 2001年度 - 年間182,500人 - 500人/日 - 2002年度 - 年間191,260人 - 524人/日 - 2003年度 - 年間176,295人 - 483人/日 - 2004年度 - 年間239,440人 - 656人/日 - 2005年度 - 年間168,630人 - 462人/日 - 2006年度 - 年間187,610人 - 514人/日 - 2007年度 - 年間200,020人 - 548人/日 - 2008年度 - 年間170,455人 - 467人/日 - 2009年度 - 年間152,205人 - 417人/日 | - 2010年度 - 年間130,305人 - 357人/日 - 2011年度 - 年間155,855人 - 427人/日 - 2012年度 - 年間136,875人 - 374人/日 - 2013年度 - 年間130,305人 - 357人/日 - 2014年度 - 年間155,855人 - 427人/日 - 2015年度 - 年間152,570人 - 418人/日 - 2016年度 - 年間159,505人 - 436人/日 - 2017年度 - 年間146,730人 - 402人/日 |

## 駅周辺
民家が多いが、所々に飲食店がある。駅から少し北へ離れた所を通る岐阜県道58号線沿いにはロードサイド店舗がある。そこから北へ進むと小学校と中学校を経て、本町商店街に至る。
- 岐阜県立関高等学校[8]
- 関市立旭ヶ丘中学校
- 関市立旭ヶ丘小学校
- 大垣共立銀行関口出張所
- 河上薬品商事本社 - 配置薬などを扱う。
- 古田養蜂園本店・瓶詰工場
- 関警察署旭ヶ丘交番
- 国道418号
- 岐阜県道58号関金山線
- 越前美濃街道 - 駅前を通る道路の愛称。
- 関シティバス「関口駅前」停留所 - バスの運行は平日1往復のみ。
- 吉田川

## 隣の駅
長良川鉄道
■越美南線
関富岡駅（4） - 関口駅（5） - せきてらす前駅（6）